# はじめまして松尾です
はじめまして松尾です（はじめましてまつおです、1999年11月23日 - ）は、日本のYouTuber、動画クリエイター。UUUM所属。

## 概要
大阪芸術大学在学中の2019年にチャンネルを開設し、同年3月から活動を開始する。当初は自作の装置を使った「やってみた」系の実写動画を投稿していたが、同年9月より自主制作のアニメ作品「マツオノアニメ」を投稿するようになると、「何回も繰り返し見たくなる」「謎の中毒性」と話題になり、登録者数が急増する。
2020年7月には眉村ちあきの配信シングル「顔ドン」のMVを制作。かねてからマツオノアニメのファンだったという眉村からのリクエストにより実現したものである。眉村は2021年より放送を開始した松尾がアニメーションを制作した日清食品「カップヌードルPRO」および、「どん兵衛PRO」のテレビCMでも歌唱を担当している。
同年12月にYouTube Japanが発表した2020年の「国内トップトレンド動画ランキング」（音楽除く）の「2020年の一年間でチャンネル登録者数を伸ばしたチャンネルランキング」にて芸能人やアスリートを除いたランキングで4位となった。
2021年5月には東京都からの依頼により東京都知事の小池百合子が本人役で出演する新型コロナウイルス感染対策を呼び掛けるアニメ動画を制作した。
2021年8月に登録者数が100万人を突破した。

## マツオノアニメ
同チャンネルが展開するアニメシリーズ。 連続性のあるものは少なく、「スター・システム」による単発アニメがほとんどである。また、時系列は存在するものの、「パルプ・フィクション」のように順序はバラバラで展開されている。基本的に2050年が舞台である。

### 主要キャラクター
松尾
- メインキャラクターの一人である唯一の人類。
- 服装は臙脂色のつなぎを着ているが、話によっては別の色のを着ていたりする。ゴーグルを首に下げているが、2023年6月時点では『10分間耐える事ができない胃もたれするラジオ』のみしか顔に装着する場面がない。
- 髪色は黒で、『ナンパしたら違う方が付いて来た』以降は髪が伸びている。また、話によっては髪色も変わる場合も。
- 基本的に「松尾」と呼ばれているが、「ガッツ松尾」「松尾はじめ」と表記されている回もある。後にグッズの付属設定資料で「松尾はじめ」と紹介がなされた。
- 「生粋のナンパ師」と自称してるが、作者公認の美女であるクレオパトラはおろか男であるネズミとタコ相手に失敗している他、ニワトリはスルーしている。自分の遺伝子を残したいと思っているが、遺伝子はヅシッツゾジジッゾ曰く「切り干し大根みたい」との事。
- 秘密とおしっこは漏らさない主義らしいが、唐突に始まったネズミとニワトリのケンカに動揺して日本地図の形でおしっこを漏らしている。
- ネズミ同様に記憶喪失であり、初期の頃は思いだそうとすると頭痛が起きていた。しかし、上記のケンカの際に違和感を抱き、ヅシッツゾジジッゾと接触し、「この世界の人間が自分しかいない事」と「太陽が動かない事」に気づく。
- また、ネズミ達同様に当初は自分のいる世界がアニメだと気づかず、ネズミとニワトリにも隠されていたが、ニワトリが暴露。その後は自覚できなかった様だが、「画角」と「アイキャッチの効果音」の事を話した事から認識できた模様である。

ネズミ
- メインキャラクターの一人である白いネズミ[注 1]。性別は基本オス。
- 自他共に認めるドM。本人曰く有名な拷問とかでも受けられ、無視されると興奮するどころか、自分で舌を噛んで気持ち良くなるほど。
- 名刺やTwitterのアカウントには「ヒキニートネズミ」と称している。また、「裏垢男子」という120万桁と人気があるらしい裏垢を持つ。
- YouTuberでもあるが基本的に暴走している。作中で確認できる限りアンチコメントがあったり低評価の方がやや多い事から評価はそれほどでもないと思われる。
- 肉を食べるタイプのヴィーガンを自称するが、卵と牛乳と肉どころか馬糞・ドッグフード・ガンプラすら食べる。一方で作る料理は「緑色のベチャベチャ」「カレーの具材が足りなくてぶち壊した屋根を入れる」「仕送りされた米20kgを炊飯器一つで一気に炊きあげる事ができる」程度。
- 母親の宗教グッズをきっかけに厨二病になったり、一昔前に全部間違った反抗期になった事もある。
- ニワトリとは現友達で元恋人。お食事会で初めて出会い、柔道の大会を期に交際していたが、糸電話で一方的に別れを告げられ、本人達いわく「金銭感覚や音楽性の違いとニワトリの浮気」が原因で破局した。
- その後はクレオパトラと付き合っており、初期の頃はイチャイチャする様子も描かれていた。
- 実写動画に出演しており自分がアニメの世界の住人であることを自覚している。
- I♥️暗黒軍から「厄介な存在にして宇宙の秩序を乱す存在」と危険視されており、敵対している。
- その正体は「ヘッペスロンリーマルク(heppe's lonely 09)」という星から来た宇宙人で、本名は「@aaa@@aa@a@aa@@@aa@aa(ぱちょふぁそまちょぱそまちょぱそ)」。
- 普段のネズミの姿はネズミ母が夫からプロポーズされた際にプレゼントされた「白い皮」を着ているからであり、その内側はオルトロスのような二つ顔と二組の腕を持つ黄色とピンクのツートンカラーをしている。未来で徐々に異形になっていたのはこのため。
- 作中ではシャケナベイベーに潰されて負傷した際に姿が一部見えたり、ニワトリと遊戯王をした際にトラップカードの効果で元の姿を現した。
- 女性と男性両方のDNAを擁し、「ぱちょふぁ」と「みちょぱ」の2つの人格を有するが表に主人格は男の「ぱちょふぁ」である。また「子供の細胞を生んで死ぬ細胞が均衡して存在するために不老不死である」との事。
- 服を吹っ飛ばすという何百年も前に流行ったネタをしたことにより宇宙の帝王に母星「ヘッペスロンリーマルク」を破壊され、彼と王子のヘッペを除き滅びるという惨事を引き起こした[注 2]。
- クリスマスの時に地球へ流れ着き、たまたま居合わせたネズミ母に拾われて彼女の養子となったが何らかの原因で記憶を失った。
- 母から「沖縄の時にすごいエロい話を聞いて受胎告知され想像妊娠で生まれた子」と聞かされていた[注 3]為にそれを信じていたが、全知全能のハンドスピナーをつけたニワトリにより記憶を取り戻した事やUFOに吸い込まれてヘッペスロンリーマルクの文字が読めた事から自身の正体を知る。
- また、その過去の中には彼の同志族に囲まれ、涙を流すものもいる中謎の儀式が行われていた場面もある。
- なお動画終了時に彼の名前が唱えられているが、関連性は明かされていない。

ニワトリ/ひよこ
- 本名：🧘‍♂️(読みは『パンナコッタ・フーゴの逆再生』。父が「めばえ」に出演した際に色紙に描いて名付けた。)、別名「ファッキューニワトリ」。
- メインキャラクターの一人である白いニワトリ。子供の頃は全身黄色の「ひよこ」、大人になると「ニワトリ」となり、さらに成長すると喉にキンタマ(肉垂)ができ喉ちんことセットになる(ただし、家族を含めた他の大人のニワトリにはついていない)。
- 一人称は「俺」。作中では「彼女」「元カノ」「アマゾネス」「お嬢ちゃん」「彼」「男」「息子」と呼ばれており、スカートやワンピースを着ている一方で男子トイレに入ったりと性別があやふやに描かれている。実際は、本人は「女じゃない」と言っていたが「母親に男として育てられ、性別の自覚がない」のが真相。
- 性格は作者によれば「自己肯定感が低いけど承認欲求が高いメンヘラ」。
- ネズミとはヒヨコ時代に恋人同士だったが急に別れを告げ破局。しかし以前の関係に固執している面も見られ、クレオパトラとの仲を妨害しようとしているときもある。
- I♥️暗黒軍のヅシッツゾジジッゾが松尾の記憶を取り戻させる為に飛ばした「全知全能のハンドスピナー」がネズミの手によって顔に張り付いてしまい、この世の全てを理解し「乳首先輩」というパラレルワールドに生命を搬送できるスタンドを会得した。
- 「シャケナベイベー」という巨大な黄色のひよこを生んでいる。しかし生まれる瞬間は目撃されているが出所はわからず、ニワトリ曰く「心当たりがない」と言っている。
- 前述のネズミ同様自身がアニメの世界の住人である事を自覚している。
- 好きな映画は『バック・トゥ・ザ・フューチャー』と『ハムナプトラ2』。アルコールは手ピカジェルしか飲めないとの事。
- SNSでお洒落さん・美男美女と繋がりたいと常日頃から思っている。Twitterには3個の裏垢を持っているがネズミに全部バレており、友達以上恋人未満希望した事でブロックされている。YouTuberとしては地雷メイク動画やASMR等を投稿しており、ASMR動画は700万いいねがついてるもののコメント欄にネズミが関係無い動画のURLを貼り付けられている。
- 「2019年サンバサークル」というLINEグループには入っているが、クラスLINEには入れられてなかった模様。
- タコいわく「パチンコを愛し神に愛された男」らしく、パチンコやボートレースといったギャンブルを愛している為にあれよあれよと100万以上つぎ込んでしまう。
- 恐らくネズミの件で不老不死になりたがっていたものの、未来である『めっちゃ稼ごうとしているアニメ』では作中描写などから寿命により亡くなった事が示唆されている。

タコ
- メインキャラクターの一人で、性別はオス。タコであるが擬人化によって二足歩行をしている。
- 全裸の様に見えるが実は男子トイレで用を足す際に下を脱いでおりその素肌は白い。歯並びがキレイでイカが欲しがる程。
- 好物はハンバーグ・趣味はバードウォッチングで鳩が好き・自分のターンになると話などが長く、よだれは上に垂らすタイプで痛風持ち。
- 彼に限った事ではないのだが、このアニメにおいて特に奇行が目立つ(例：紐無しバンジー・海でなく砂浜を泳ぐ・カラオケで聞いてる人が頭痛が起きるカルト的な音楽を歌う)。
- 一時期アニメの登場回数は極端に減ったが、タコの「もっとアニメに登場したい」という要望により頻繁に登場するようになった。
- ギャラの少ない為に貧乏だったりする為か様々なエピソードでバイトや仕事を掛け持ちしてる。「映画 使われる事のないWiiリモコン」をインドで大ヒットして大富豪になった事もあったが、その稼いだ金は世界で二つしかないイスを買った事で全部無くなってしまった。
- 作中世界がアニメである事を知ってるかは不明だが、父が俳句職人である影響で字幕の存在は認識している。
- 後述のイカとはネズミに数会わせで呼ばれた合コンで出会って一目惚れし、恋人を経て結婚する。
- 実は作中で登場するタコは異母兄弟の2人が交互に登場している事が作中で示唆されている。どちらか1人しか登場していなかった事やネズミやニワトリの親族や仲間と異なり、見た目や声の違いは無く、全く見分けがつかない。
- 多個時雨1郎
  -  『狂った医者』 の後で産まれた異母兄。
  - ハードボイルドなのが特徴。
  - 父と一郎母が自身でキャッチボールした際に事故で崖から落下してしまい、落下先にいたウーバーイーツによって「勇者の素質がある」という理由で彼に育てられた。
- 多個時雨一郎
  - 1郎の異母弟。タコ父は妻が双子の姉妹と気づかずに2人の子供を産んでしまい、こちらは 『産声が男泣きの赤ちゃん』 で産まれた方。
  - 表記以外同じ名前なのはタコ父いわく「うちは二進法だから上限が1なんだ」との事。
  - 上述の通り異母兄と生き別れとなってしまい、探していたが甲子園でお互い知らなかったものの再会している。
  - よく足を怪我する・父に高い高いを繰り返された事により少し脇が深くなってしまってるのが特徴。何かを入れていないと不安を覚えて些細な怪我(ガラスを踏んで出血した程度)でも松葉杖をつくようになる。
  - 崖から落ちて消え行く異母兄を見て無意識に「消える魔球」を編み出す事ができる様になるが、実際は「パラレルワールド間の物質を搬送する」ものであり、更に編み出した「現れる魔球」によって作中で所々に登場する様々な重要アイテム等を投げ出しており、基本的に投げ出されたものをニワトリにあげている。

 イカ
- 本名：伊ヶ崎恵
- メインキャラクターの一人。タコ同様、擬人化によって二足歩行をしている。
- 性別はメスで、一人称は「ワタシ」と「オレ」が混在している。
- 職業はクラブのDJで副業は他のクラブのDJ。ネズミとニワトリとのラップバトルでもDJとして参加している。普段もメインキャラ達が結成しているバンドでもラップをやってる様だが、作中では初めてドラムを担当していた。
- 趣味は各国の高校のスローガン集め。配信時の挨拶は「おはばん」。夜はよそ行きのナイトキャップを付けて寝る。
- ブラジャーの１つをネズミに盗まれ、厨二病を発症した彼の眼帯に使われてしまった。
- 前述のタコとは恋人を経て結婚するが、のちに離婚を考えるようになる。
- ニワトリとは昔からの友人の様で、「ニワちゃん」と呼んでいる場面もある。結婚式ではニワトリが牧師を務めた。
- 女子高時代にエビと付き合ってた様だが破局。タコとの結婚式に乱入され、駆け落ちに誘われるが断っている。
- 唯一の人類である松尾を除いたメインキャラで家族が判明していないが、卒業式に彼女の親族と思われる存在が画面に見切れながらも登場している。また、『なんとしても一軍女子の匂いを嗅ぎたい男子』で叔父の存在が明らかにされている。
- 『別れ話中にリアルタイムで励ましてくる友達』での卵飯(オムライス)竜二の発言から本名が伊ヶ崎恵（いかざき めぐみ）であることが示唆されている．

### サブキャラクター
クレオパトラ
- ネズミの今カノである美少女。
- I♥️暗黒軍のヅシッツゾジジッゾが復元した人間であり、髪の様に見えるものは実は水の様なもの。
- 彼氏であるネズミからは重い感情を向けられており、付き合いたての頃はネズミの気持ち悪い言動に引くこともあったが、今は慣れてしまったのか動揺することはなく、負傷したネズミのもとへと駆けつけたり、自らネズミにキスをしている。
- 一方でネズミの元カノであるニワトリからは良く思われておらず、度々デートの妨害や嫌がらせを受けている。
- 基本的に喋らなかったが、『無理やり事件解決してくる探偵』でついに喋った。
- アニメでは描くのが大変だという理由で一時期出番が少なかったタコ以上に出番が少なく、ニワトリが別れたと思ってネズミに復縁を持ちかけた程である。

イヌ
- 日によって教師だったり警察官だったりボランティア活動をしてたりする。
- 立て続けに罵倒されると泣いてしまうが、それらを前言撤回するだけで元気になる謎のメンタリティを持っている。
- かなりの美声で、声だけで教室のガラスを破壊する事ができる。
- 教師として：学生時代のネズミ達の担任。体育の授業で持久走を行った際にはピストルを無駄うち・外国人に覚えてほしい日本語を教える・廊下を走るニワトリを注意しながら一緒に走る・難しい計算式を出したりしていた。ネズミ達が在校中は童貞であったが卒業する前日の夜に卒業した模様。卒業目前で悲しみのあまり予め採取したDNAで生徒達のクローンを作ろうとしていた。ネズミ達の成人式では司会を務めた。
- 警察官として：ネズミの通報でニワトリを捕まえたり、タコ(1郎)に対して法律偽装して逮捕しようとしたり、「極秘特別捜査班57課」でヤクザを制圧しようとしたり、四つん這い探偵団に参加してたりする。ただし、『躊躇なくエグい冤罪かけて来る取り調べ』では警官の格好はしているがこちらではたてこもり犯であった。
- 山崎警察署で勤務途中にタコ（どちらかは不明）に空き巣に入られるが、締め技でネズミと共に逮捕する。その後減刑を求めたタコに対して、独断で島流しの刑を言い渡す。
- その他：医者・フラッシュモブ・観客とその他にも様々やってるらしい。

ネズミのクローン
- アママアとの『ツッコミをすると服が破けるお食事会バトル』で敗北したネズミと、アママアと相討ちした松尾を回収したヅシッツゾジジッゾにより二人の遺伝子を掛け合わせて出来たキメラ。
- 何故かほぼネズミになったが、オリジナルとの違いは声・好み・無人島に一つだけ持ってくもの。後者二つに関しては全く違うにもかかわらず松尾は何故か「全く同じ」と回答していた。
- 話が進むごとにオリジナルのネズミを初めとするキャラ達からの扱いが悪くなるが、同時に以下のとおり謎が増えていく。
- ネズミの方：ネズミの恋人であるクレオパトラのリコーダーをネブネブした事でネズミの反感を買ってペットショップに売られてしまう。『ガリレオガリレイ』と名乗って事件現場にも登場してたり、電車の乗客としても登場している。
- 赤キノコの方：「浦島太郎後編」でヲヨEFヲヨEFにネズミと勘違いされて赤キノコにされてしまう。以降は各話の背景やイラスト等で確認できるが、どういう事か上記のネズミの方と共に同時に存在している。

ウーバーイーツ
- 初登場の『ジュースを飲んでる奴をどうにかして笑わせたい』以降、度々登場する緑色で先に丸い物がついたトンガリ帽子をしている謎の細い生物。63歳の大学生。
- 初登場時はネズミママやナレーターから「ウーバーイーツ」と呼ばれていたが、「クロネコヤマモト」と何回も訂正。しかし、ニワトリの回想では帽子に「ウーバーイーツ」と書かれたりしている。
- ニワトリ・イカ・松尾・I♥️暗黒軍のアママアら同じ大学のサークルメンバーと共に温泉付き密室旅行ではトラブルでイカを殺してしまう(喋ってるシーンがあるので本当に死んだかも怪しい)が、返り血・然り気無い自白・凶器を持ってるにもかかわらず、合法的に虫眼鏡を持てるという理由で探偵になったネズミはニワトリを犯人にしていた。
- 事故で落下した1郎を拾い、勇者の素質がある彼を拾い育てる。
- I♥️暗黒軍のヅシッツゾジジッゾにとっては会いたくない人物である模様。
- 未来の話である『勇者の剣を僧侶が抜いた』でタコが剣を抜いたが、近くの墓には彼の帽子らしきものがある為、亡くなった可能性がある。
- 本名は勇志矢汁漏であるが、ヅシッツゾジジッゾは十漏と呼んでいたり、初登場で2人登場していたり謎が多い。

カメ / ボイストレーナー
- 『浦島太郎』に登場した首がしわしわで頭と足が甲羅の横からではなく甲羅の上と下からでてきたり変な声を出す亀。
- 過去にあたる2019年頃にネズミにイジメられていた所をニワトリ父に助けられ、助けたお礼(を強要)されて竜宮城へと連れていった。
- 長らく出番が無かったが『筋トレのジム選びミスった』でまさかの声が細いボイストレーナーとして再登場を果たし、ネズミが週9で通っているボイストレーナーを営んでいる事が判明。この時点ではカメでなく人型形態にと変化していた。
- 「宇宙の神の兄弟」と名乗る占い師(I♥️暗黒軍のクタグダ多夕久ク)に指導を受けて経営を伸ばしている為、スピリチュアル要素がある。
- ネズミにイジメられた時の事を「忌々しい」と思っている。
- ニワトリとは謎の薬の取引をしていた。

エビ
- 本名：蛭子能収
- 『「その結婚ちょっと待った」史上1番ダサい展開』から初登場で、作者がエビが飼いたいからアニメ出したエビのキャラクター。
- イカの元カレで、4年間付き合っていたものの学生時代にフラれてしまう。後にタコとイカの結婚式に乱入しようとしたが、乱入したその日は結婚式前日でニワトリ達がスタンバってただけなので失敗。翌日結婚式に参列し改めて乱入したが、イカから断られてしまった。
- 仕事はウェブプロデューサーらしいが、ブラック企業に勤めているようで「接待メールメール接待メール接待接待メール」を行っている。大晦日に気絶してそのまま寝正月になった事から正月への憧れが強い。
- 『パソコン教室に鬼教官が来た』ではニワトリがダークウェブで買った不死になる本が英語で書かれていた為に翻訳させられた結果、不死になってしまった。

オムライス
- 本名：卵飯(オムライス)竜二
- 『展開が読めないお見合い』から登場したオムライスを擬人化した様なキャラクター。何とも独特な喋り方で、凄く噛む。
- 職業はエンジニア・趣味はバードウォッチングで特にカラスが好き。
- 女子高生が通り過ぎるだけでも緊張する程女子が苦手で、克服する為に養父がNo.1ホストを勤めるクラブでホストをやっている。

 宇宙の帝王 
- 初登場は『勢いだけでなんとかなるアニメ』で、その際は顔の一部のアップのみ登場し宇宙の帝王であることなどは明かされていなかった。
- 『勢いだけでなんとかなるアニメ』にて心当たりがないのに産卵しているニワトリに対して「力がほしいか？」と尋ねるその際「欲しい」と答えたニワトリに対して「なんでもかんでも人に頼るな」と放ち去った。
- 【マツオノアニメ0話】服を一瞬で破裂させる動画にて再登場し「今日は色んな星の生き物を見てその知能にあった裁きをしてやろうと思います」と言いヘッペスロンリーマルクと地球を見て服を吹き飛ばすネタをした両者を爆破する、

へっぺ /屁屁（追撃放屁)
- 「ヘッペスロンリー人」の王子（遭難で命の危機だけどそんなことよりプリケツ）でのニワトリの説明では王とされていた）であり，ネズミ以外の唯一の生き残りである．全てのヘッペスロンリー人はへっぺを共通祖先として繁栄した一族である。
- 初登場回は『理不尽すぎるバンドメンバー紹介』で，ジャグジーに浸かった状態で「ユニットバスターズ」のメンバーに紛れ込んでいた．本来は頭頂部に２本の触覚が生えているが，ネズミにもぎ取られ，ドラムスティックにされて以降は付け根部分のみとなっている．（ネズミ使用後，タコにも使用された）。
- 『理不尽すぎるバンドメンバー紹介』後半の松尾によるカバンの中身紹介の際に，雰囲気からネズミの正体がぱちょふぁそまちょぱそまちょぱそであることを見抜いた。
- 本来の姿は紫またはピンク色で，ネズミからはデオキシスデイフェンスフォルムみたいと形容される容姿をしている．『全財産で家政婦を雇ったホームレス』で再登場してからは紫色のクマの姿となっている。
- クマの姿になってからはヘッペスロンリー語以外にも独特の訛りを持った日本語での会話が可能となっている。この時，この姿での名前が屁屁と書いて追撃放屁（ついげきほうひ）と読む信じられない名前であり，苗字と名前の概念はないことが明かされた。
- 面白半分面白くない半分で家を売ってしまったため，ホームレスとなった。家を売ったお金で家政婦（ネズミの母）を雇った。
- 甘党であり，ケーキは骨まで残さない。タバコは吸ってばっかり。
- 『演説中に間違えて高速道路に入った選挙カー』では松尾を乗せた選挙カーの運転手を務めていた。しかし，これ以前にアクセルとですよを間違えてしまい，選挙カーでコンビニに突っ込んだことがあるため運転が上手いというわけではなさそうである。また，思想に癖があり，通説を覆そうとする発言やその他同時理論の展開が見られる。
- 大きめのマジシャン，とびっきりのサーファーと知り合いらしい。

### I♥️暗黒軍
ネズミたちと敵対している謎の組織。目的は「増えすぎたら減らせ」だが、詳細は不明。宇宙の帝王の弟が地球に飛来したとき重力に耐え切れず分裂した6つの体の部位が変化して生まれた。
ヅシッツゾジジッゾとスヌフフフヌスフフヌス以外は作者のインスタグラムに上げられた裏設定で判明している。

ヅシッツゾジジッゾ
- 一つの胴体から二つの頭部が生えた緑色の生物。左側の頭からは左右に角が生えていて、右側の頭は角で頬を押されている。
- 変な実験を繰り返していてI♥️暗黒軍の頭脳的な立場。
- 松尾とネズミのキメラや、全知全能のハンドスピナーを作成したりクレオパトラを蘇らせたりしている。
- 正体は「宇宙の帝王の弟の血液」が変化したもの。しかし宇宙の帝王の弟が分裂する前からすでに存在しているなど謎が多い。

アママア
- 人間の形の胴体にイルカの頭部が上向きについたような形をしている水色の生物。
- ヲヨEFヲヨEF曰く「四天王最強」。シェフや近所のムエタイチャンピオン・グリーンベレーの新米兵士などをしており、ニワトリ・イカ・松尾・ウーバーイーツと同じ大学に通っていた。
- 『ツッコミをすると服が破けるお食事会バトル』では怒涛のボケで松尾達を追い込んだが、一度ボケに耐えた松尾がくり出したボケに思わずツッコミを入れてしまい相討ちとなる。
- タコとイカの結婚式に2人と共に入場した際に進路を間違えて別方向に行ってしまい、タコに視力検査の時に見る気球の写真を託してリタイアした。
- 正体は「宇宙の帝王の弟の服」が変化したもの。

ヲヨEFヲヨEF
- 四天王最弱。
- 紫色の布で全身が覆われ、頭に黄色のターバンのようなものを結び目が前になるようにして結び付けている。
- 『浦島後編』で時戻しの半魚人で誰かを助けにいったネズミに置き去りにされたネズミのクローンに偶然居合わせ、彼をネズミと勘違いし赤キノコに変えている。
- 町のタトゥー屋を開いており、ヒヨコとネズミにタトゥーを彫っていたが図工が1なうえに独学。
- 右手にテーブルにこぼしたアロマオイル・左手にディフューザーのタトゥーを彫っており、握れば良い香りすると思い込んでいる。
- 正体は「宇宙の帝王の弟の魂」が変化したもの。魂は単体で存在できないため紫色の布で体を包んでいる。

トメトメXトト
- 頭部の左右に黄色い角が生えていて、赤い斑点のついた黄緑色の体に一本足の体をしている。
- 正体は「宇宙の帝王の弟の皮」が変化したもの。

スヌフフフヌスフフヌス
- 濁った赤色の頭部から長い鼻または口と二本の足が生えた頭足人。
- 過去にヅシッツゾジジッゾとＭ-１に出たことがあるがつかみで大スベリした事がトラウマになりめっちゃ筋トレした。
- 正体は「宇宙の帝王の弟の頭部」が変化したもの。

クタグダ多夕久ク
- マントを羽織ったような体の上に頭蓋骨のような頭部が浮いている。
- 『宇宙の神の弟』を名乗って占い師をやっており、ネズミが週9で教えて貰っているボイストレーナーに指導し、経営を伸ばしてあげていた。「ネズミは存在してはいけない」とも語っている。
- 「宇宙の帝王の弟の骨」が変化したもの。

### 主要キャラの親族

#### 〈ネズミの家族〉
- 本名は鼠宮ハルヒ

- ネズミママ
- ネズミの母親。
- 睫毛にエプロンのタトゥーをしているのが特徴だが、このタトゥーは全裸でマークシートをやって恥ずかしい思いをした勢いで彫ったものらしい。
- 息子に対して「女の子は殴るのではなく蹴る」「母の様に欲望の奴隷にならないで」と教育していたり、タコ父子とニワトリ一家のやりとりを見ていた際には「次見たら小指を折る」と叱っている。
- ネズミが反抗期デビューした際には囚人番号で呼び、服のダサさに嘆いていた。
- 時給500円だが10日分の給料である4万2000円で自身をFラン大学に裏口入学させようとした事がある。
- 母である以上に女でありたいらしく息子の自分に黙ってレンタル彼氏(タコ)を予約した事があるが、別れ話を切り出していた。夫からのプロポーズ時点で既に浮気をしていたらしい。
- 息子から何回か殴られたり、病院の玄関先でリードで繋げられたりと扱いが雑になる事もしばしばある。
- 真実を写す写真が好きだったが、夫が消息不明となった事がきっかけで宗教にはまる[注 4]。ニワトリ家に宗教勧誘した際にはニワトリの「ハンドスピナー」によってパラレルワールドへと飛ばされる[注 5]。
- ネズミいわく「虚言癖と妄想癖がある」との事。
- 実はネズミとは血が繋がりが無い。産婦人科でニワトリママから想像妊娠と診断された後、あるクリスマスの日にホームレスの屁屁の家政婦をしていた所を落ちてきた彼を「運命の被害者」と哀れんで拾い息子として育てる。幼い頃から「受胎告知され想像妊娠で生まれた子」と聞かされていた為、ネズミは記憶を取り戻すまでそれを信じていたようである。[注 6]。しかし、ネズミママはニワトリママ診察によってネズミの身体の構造が明らかに違う事が明らかになっても「身体の構造は違うけど私達の息子」「血の繋がりは無くとも魂は繋がってる」と語っている。

ネズミパパ
- 両耳に青いキャップ帽を着けてるのが特徴。
- ネズミママにプロポーズした直後に突如空いた穴に落ちて消息を絶ってしまった。それ故にネズミと血の繋がりはない。

ネズミのおばあちゃん
- ネズミの祖母。
- 老眼鏡を掛けており、背中にDHCマルチビタミンのサプリメントのタトゥーがある。
- 若い頃よくバットで花屋の窓ガラスを割っていたり、川辺でタイマンしたりと殺し以外の犯罪は全てやったらしく、地元では地獄の赤鬼「レッドドラゴン」と恐れられていた。本人曰くめちゃめちゃモテて激しい夜を過ごしたらしい。学校に通っていなかったので英語が全くわからない。
- 今でもヤンチャな一面がある。
- 孫であるネズミに昔話を聞かせたり、ゲームの対戦をして遊んでいた。
- 現在はニワトリの祖母と共に養護施設[注 7]に暮らしており、ボケてきてるが物凄いスピードで車椅子を爆走するなど健在で、ネズミはニワトリ同様に時折会いに行っている模様。認知症対策として筋トレを行っていたが回数を忘れて無限に行った事で総合筋が鍛えられてムキムキとなった。
- よく医者をしているイヌから生きてるにも関わらずご臨終扱いされる事がある。

#### 〈ニワトリの家族・親族関係〉
ニワトリ母
- ニワトリの実母で本名はJOY。デスメタル風のアイメイクが特徴で、エプロンをしてる様に見えるがネズミママ同様にタトゥーである。
- 職業は女医をやっており、「上位の女医のJOY」と韻を踏んだ自己紹介をしている
- ネズタコ曰くニワトリは母親似。
- ネズミママと組んだデスメタルバンドではピアニカを担当しており、ニワトリが言うには「誇りを持って演奏してる」との事。
- 昔、産婦人科医として出産直前の多個時雨兄弟を看たり、ネズミ母を想像妊娠と診断した事がある。後に『なんでも内科』でヤブ医者としてネズミを診察してネズミ母に彼の真実を告げる。
- 暴れる君や天竺鼠瀬下、サンシャイン池崎などパワー系の芸人が好き。座右の銘は「虎穴に入らずんば虎子を得ず」。

ニワトリ父
- ニワトリの父で、とさかを結んでいるのが特徴。ニワトリが生まれた時点で年齢は「30歳」。
- かつて虐められていた亀を助けた際に負傷した事からネズミアンチとなった為、娘がネズミと一緒にいる事を快く思われていない[注 8]。
- ニワトリの実家は、助けたカメに案内された竜宮城の隣に家を建てたもの。
- タコ父とは昔からの知り合い。
- 妻の事を何でも知ってると言いながらエプロンが実はタトゥーであった事は知らなかった。
- よく明日花キララを見てる模様。

ニワトリ祖母
- ニワトリの祖母で、緑のトサカにブラジャーを着ているのが特徴。
- 現在はネズミ祖母と同じ養護施設に暮らしており、年齢は本人いわく90歳を優に超えて130歳という高齢で耳が遠くなっているが歳に見合ってない声をしている。
- 昔、ニワトリに「四足歩行している生き物は全て犬だよ」と教えた事がある。
- インスタグラムをやっている。

シャケナベイベー
- ニワトリが心当たりがないの体に対して出てくる量がおかしいタマゴの一つから生まれたヒヨコだが、ニワトリよりも何倍もでかく声が低いのが特徴。
- ニワトリ曰く、透き通った瞳から恐らく父親はウーバーイーツではないかとの事だが詳細は不明。
- 後に喋れる様になったが、親であるニワトリと一応名付け親のネズミ共々「親とは認めない」と発言している。ネズミに至っては副菜と思い込んでおり一度叩き潰した事もある[注 9]
- 体調を崩した際には、祖母であるヤブ医者のニワトリ母に看病されていた。しかし、以前よりも足の部分がシマ模様になっている。
- 身体が大きすぎるのと仕事に専念したいニワトリによって『白い施設』に預けられていた様子。
- その正体は『宇宙の帝王』ではないかと示唆されている[注 10]

プリンセス天功
- ニワトリ家の隣人にお裾分けされた子供。
- 名前に関しては「男ならエース、女ならアン、間を取ってプリンセス天功」となったとの事。
- 後に彼女の弟である「佐々木天功」が登場し、彼の台詞等から正式に養女になっている様子。

#### 〈タコの家族〉
ウーバーイーツについては「#サブキャラクター」を参照。
タコ父
- タコの父親。白いゴーグルを着けているのが特徴だが、結婚式や卒業式などのフォーマルな場面では黒いものにしている。
- ニワトリ家に負けず劣らず間違った教育をする。息子からは幼少期の出来事から「あまり好きではない」と言われている。その一方で卒業式や結婚式にも出席してくれており、前者に関しては涙を流していた。また、タコがマスターを務めるバーには写真が飾られている。
- 自身がいる世界をアニメである事を知ってるかは不明だが、俳句職人という事から物事の知覚が増えて字幕やテロップが(家族含めて)見える様になり、『浦島・後編』で初めて気づいた時には油で揚げている鍋に突っ込んでいる。
- ニワトリ父とは昔からの知り合いらしく、「このネズミ殴りマウス」と言った事でニワトリ父がネズミアンチになったきっかけにもなっている。
- 妻が双子である事を知らずに二人揃って子供を生ませてしまい、更に1郎でキャッチボールした際に誤って落としてしまった事で兄弟は生き別れとなってしまった。

タコ妻姉妹
- 1郎と一郎の母親達で、瓜二つの双子の姉妹。
- 二人ともにリボンをつけているのが特徴だが、色が異なる。また、ボイスチェンジャー風の重低音な声をしている。

外飼いチワワ
- 多個時雨家の飼い犬。日本に5匹しかいない血統書付のチワワだが外飼いされている。
- 体幹強化させた結果、二足歩行が出来るようになった。
- 1郎が行方不明になった後に多個時雨家に飼われたという。

## 主な作品

### ミュージックビデオ
- 眉村ちあき「顔ドン」（2020年7月）

### テレビCM
- 日清食品「カップヌードルPRO」
  - カプヌのプロ篇（2021年4月）[8]
  - カプヌのプロ 売れてる篇（2022年1月）[4]
  - チリトマト出た篇（2022年3月）[9]
  - カプヌのプロ リピーター続出篇（2022年9月）[4]

## メディア出演

### テレビアニメ
- あはれ!名作くん 第215回「はじめまして青い鳥です」（2021年10月15日、NHK Eテレ）[10] - ニワトリ / ネズミ 役

### バラエティー
- ｢あのちゃんのささやかな気持ちですが…｣

第1話 シソンヌ長谷川にアニメを贈る！“あのキモ”（2023年11月26日、フジテレビ）
第2話 あのちゃん迷走！？シソンヌ長谷川の反応は！？（2023年12月3日、フジテレビ）